# Peter Kaatzer

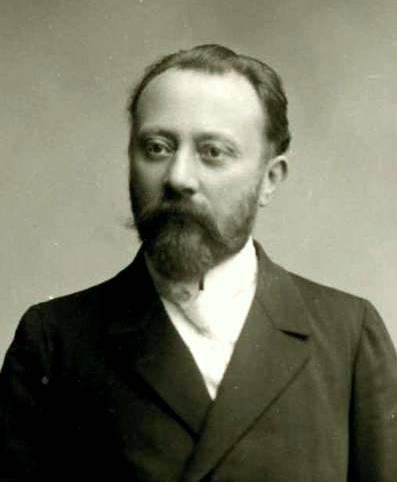
Peter Kaatzer

Peter Kaatzer (* 23. September 1808 in Aachen; † 14. November 1870 ebenda) war ein deutscher Buchhändler und Verleger.

## Leben und Wirken
Peter Kaatzer entstammt einer alten Buchbinder- und Buchhändlerfamilie aus Zwittau in Mähren. Sein Großvater Josef (1751–1794) war als 22-jähriger Buchbinder nach Aachen gekommen und hatte die  Buchhändlertochter Maria Dulje (* 1752) geheiratet und mit ihr einen kleinen Verlag mit Leihbibliothek in der Aachener Kleinmarschierstraße Nr. 8 gegründet. Dessen Sohn und Vater von Peter Kaatzer, der Buchbinder Sebastian Kaatzer (1781–1820), war verheiratet mit Agnes, geborene Recker (1783–1872), und erweiterte das elterliche Kleinunternehmen um eine „Sortiments- und Antiquariatbuchhandlung“, verstarb aber bereits im Jahre 1820 mit erst 38 Jahren. Dadurch war sein Sohn Peter gezwungen, die Gymnasialzeit abzubrechen und die Mutter im Geschäft zu unterstützen. In den folgenden Jahren gelang es Peter Kaatzer, das Unternehmen auf dem Markt zu etablieren, und er erweiterte dieses 1826 mit dem von ihm so genannten „Kaatzerschen Leseinstitut“. Dieses Institut beinhaltete rein literarische und wissenschaftliche Werke, und Kaatzer gliederte diesem noch einen „Journalzirkel“ an, in welchem in den nächsten Jahren teilweise mehr als 120 Zeitschriften aus allen Gebieten und Bereichen angeboten wurden.
Kaatzer begann nun auch verstärkt als Verleger tätig zu werden und gründete in den 1830er-Jahren die ersten eigenen Zeitschriften. Dazu zählten die „Blätter des Kaatzerschen Leseinstituts“, die „Aachener Chronik“ und das von Wilhelm Smets redigierte „Kaatzers Album für Kunst und Wissen“. Den eigentlichen Durchbruch schaffte Kaatzer jedoch 1849 mit der Herausgabe der katholisch geprägten Zeitschrift „Echo der Gegenwart“, welche die älteste Aachener und erste katholische Zeitung im Rheinland wurde und auch überregionale Bedeutung erlangte. Diese anfangs als „Aachener Anzeiger“ mit dem Untertitel „Echo der Gegenwart“ sowie dem Zusatz „Amtliche Bekanntmachungen, Gemeinwesen, Intelligenz und Verkehr“ bezeichnete Zeitung wurde durch die Mitglieder des katholischen Bürger- und Wahlvereins „Constantia“ gefördert, mit Artikeln bestückt und erschien zunächst einmal, später zweimal wöchentlich und ab 1851 täglich. Diese Zeitung, die zunächst im Dienst des Wirtschaftslebens gestanden hatte, trat nun zunehmend für die Unabhängigkeit der katholischen Kirche sowie die großdeutsche Lösung der deutschen Frage ein und entwickelte sich später zum Sprachrohr der 1870 gegründeten konservativen katholischen Zentrumspartei. In späteren Jahren wurde das „Echo der Gegenwart“ zunächst von Kaatzers Erben und schließlich vom „Zeitungsverlag Johannes Volk“ auch als Reichsausgabe herausgegeben, musste aber 1935 auf Grund eines Verbotes durch die mittlerweile regierenden Nationalsozialisten eingestellt werden.
Neben diesem Alltagsgeschäft war Kaatzer selbst aktives Mitglied in der „Constantia“ und engagierte sich darüber hinaus in der von ihm mitgegründeten „Gesellschaft für nützliche Forschung und Gewerbe“ sowie im Besonderen in der Aachener Brauchtumspflege. So war er langjähriges Mitglied im Karnevalsverein „Aachener Florresei“ und leitete diesen von 1844 bis 1846 und erneut ab 1858 als deren Präsident, wechselte dann aber 1859 in den sich zu diesem Zeitpunkt aus der Florresei abgetrennten Aachener Karnevalsverein über.
Peter Kaatzer war verheiratet mit Anna Margaretha Spelthahn (1809–1890), mit der er 10 Kinder bekam, von denen drei früh verstarben. Seine Tochter Katharina (1836–1886) heiratete den Buchhändler Rodrigo Weyers (1842–1926), mit dem sie das väterliche Unternehmen ab 1865 gemeinsam unter dem Firmennamen Weyers-Kaatzer weiterführte, welches 2015 als Anbieter von Büro- und Schulbedarf sowie Geschenkartikel und Schreibwaren im alten Stammhaus sein 150-jähriges Betriebsjubiläum feiert.
Peter Kaatzer fand seine letzte Ruhestätte in der Familiengruft auf dem Aachener Ostfriedhof.